# Pierre Collin (artiste)
Pour les articles homonymes, voir Pierre Collin et Collin.
Pierre Collin né le 27 septembre 1956 à Paris est un dessinateur, peintre, graveur et sculpteur français.

## Biographie
Pierre Collin est né le 27 septembre 1956 à Paris. Il étudie de 1975 à 1980 à l'École nationale supérieure des beaux-arts de Paris, puis de 1980 à 1982 en tant qu'artiste pensionnaire à la Casa de Velázquez à Madrid. Il s'est fait connaître par des expositions répétées depuis 1983, notamment à Paris à la galerie Biren et à la galerie Lacourière-Frélaut, mais également à l'étranger, entre autres à la galerie Brody de Washington et à la Chalcographie nationale de Madrid. Il s'est marié avec la dessinatrice et sculptrice Corinne Véret.
Il obtient une bourse de la région Île-de-France en 1985. Il vit à Conleau dans le Morbihan depuis 1999.
Son œuvre se situe au croisement de la gravure et de la bande dessinée.
Le 25 avril 2018, Pierre Collin est élu membre de l'Académie des beaux-arts, dans la section Gravure, au fauteuil IV, précédemment occupé par René Quillivic (1925-2016), dont il prononce l'éloge lors de sa réception sous la Coupole, le 1er décembre 2021.

## Œuvres
Son œuvre est constitué de séries successives.

## Expositions
- 1983 : Harmonie, Orléans[5].
- 1983 : galerie Biren, Paris[5].
- 1997 et 2000 : galerie Vieille-du-Temple, Paris[5]
- 2008 : musée du Dessin et de l'Estampe originale de Gravelines, Vertiges ordinaires[6]